# 盖布尔·斯蒂夫森
盖布尔·斯蒂夫森（英語：Gable Steveson，2000年5月31日—），美国男子摔跤运动员。他曾代表美国参加2020年夏季奥林匹克运动会摔跤比赛，获得男子自由式125公斤级金牌。